# Chacaltaya
A Chacaltaya egy hegy Bolíviában, La Paztól 30 km-re, a Huayna Potosí közelében.

## Síterület
A La Paz-hoz legközelebb eső hómező, a Chacaltaya egyik gleccsere az egyetlen síterület Bolíviában. Ez a legmagasabban fekvő és az egyenlítőhöz legközelebb eső síterület a világon. Télen túl hideg van, hogy ezt a helyet használják, így csak a novembertől márciusig tartó hétvégeken van nyitva.

## Obszervatórium
Ezen a hegyen, 5220 m magasságban helyezkedik el a Chacaltaya Asztrofizikai Obszervatórium (Observatorio de Fisica Cosmica), amelyet a bolíviai San Andres Egyetem működtet a világ más egyetemeivel közösen. Ez az egyik legmagasabban fekvő csillagászati obszervatórium, és az ottani ritka levegő miatt a gammacsillagászati kutatás egyik fontos helyszíne.